# 다이오드 브리지

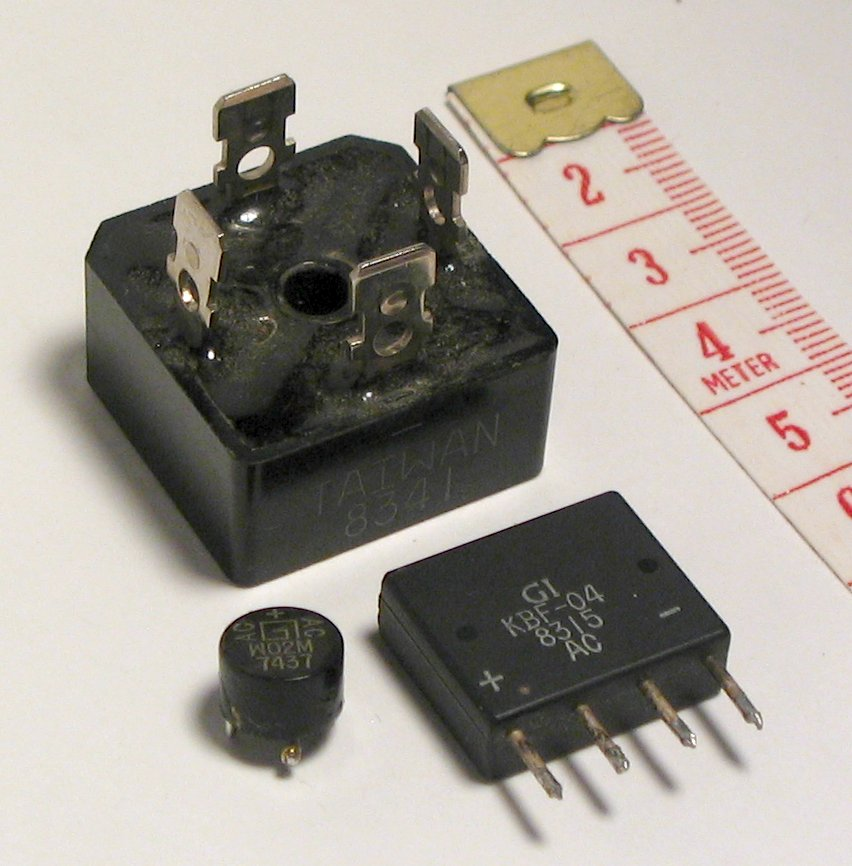
브리지 정류 다이오드

다이오드 브리지(diode bridge) 혹은 브리지 정류기(bridge rectifier)는 4개의 다이오드를 연결한 브리지 회로이다. 브리지 정류 다이오드는 어떠한 극성 전압이 입력되더라도 동일한 극성 전압을 출력한다. 가장 일반적으로, 교류 입력을 직류 출력으로 변경할 때 사용한다. 브리지 정류 다이오드는 2개의 다이오드를 더 사용하지만 (중앙탭 트랜스의 비용을 감소시키는) 전파 정류에 사용된다. 동일한 전압을 출력하는 어댑터에서 일반탭 트랜스와 4개의 다이오드를 사용하는 설계방식이 중앙탭 트랜스와 2개의 다이오드를 사용한 방식보다 생산단가 절감에 효과적이다.
브리지 정류 다이오드의 가장 큰 특징은 입력되는 전압과 동일한 전압이 출력된다.
브리지 정류 회로는 레오 그레츠가 발명했기 때문에, 그레츠 회로라고도 한다.

## 기본 동작

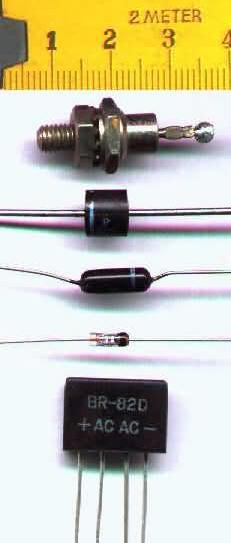
각종 다이오드

마름모꼴의 좌측에 양전압이 인가되면, 전류는 좌측에서 위로 출력되어 부하를 거쳐서 아래쪽으로 되돌아온다.
반대로, 마름모꼴의 우측에 양전압이 인가되면, 전류는 우측에서 위로 출력되어 부하를 거쳐서 아래쪽으로 되돌아온다.

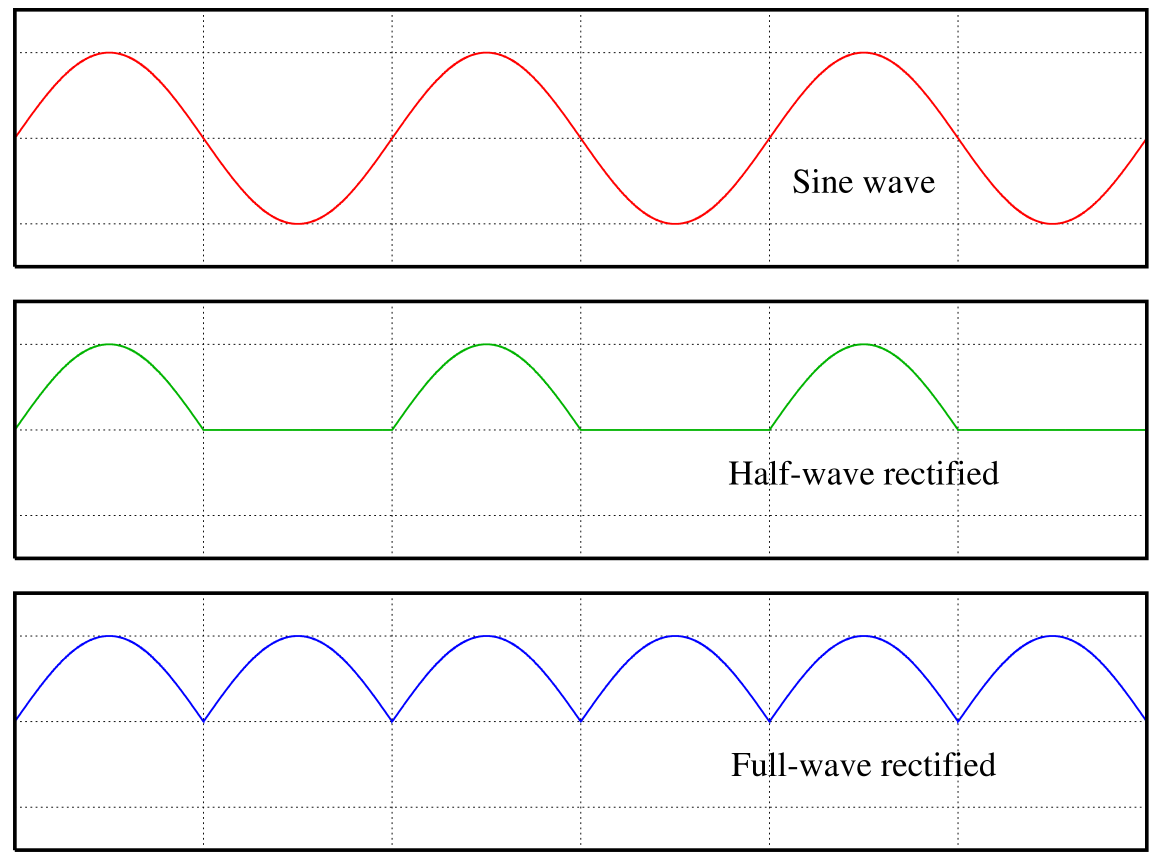
교류, 반파와 전파 정류 신호

모든 경우에, 위쪽 출력은 아래쪽 출력보다 높을 것이다. 그래서 입력이 교류거나 직류에 상관없어서, 교류 전원만 직류 전원을 출력하는 것은 아니다: 또한, 다이오드 브리지는 “역전압 보호”로 사용될 수 있다. 전지가 반대로 삽입되거나 직류 전압이 반대로 연결되어도 내부회로를 보호하고 정상적인 전원을 공급하는 일반적인 기능을 가능하게 한다.
집적회로 전자공학의 발전 덕분에, 이러한 브리지 정류회로는 개별 부품으로 제조할 수 있게 되었다. 1950년 이후에, 4핀으로 구성된 단일 소자는 내부에 브리지 회로로 연결된 4개의 다이오드를 포함하여 상용 부품의 표준이 되었고 다양한 전압과 전류용으로 판매되고 있다.

## 참고 문헌
- Horowitz & Hill, 《The Art of Electronics》. Cambridge University Press; 2nd edition, 1989. ISBN 0-521-37095-7